# 2010 FX86
2010 FX86 est un cubewano, c'est-à-dire un objet « classique » de la ceinture de Kuiper.

## Découverte
2010 FX86 a été découvert en mars 2010 par S. S. Sheppard, A. Udalski, I. Soszynski et Trujillo, à l'observatoire de Las Campanas au Chili.

## Caractéristiques
Sa magnitude absolue est de 4,7 et son albédo de 0,10. Il mesure environ probablement un peu plus de 500 km de diamètre.